# Talas (Fluss)

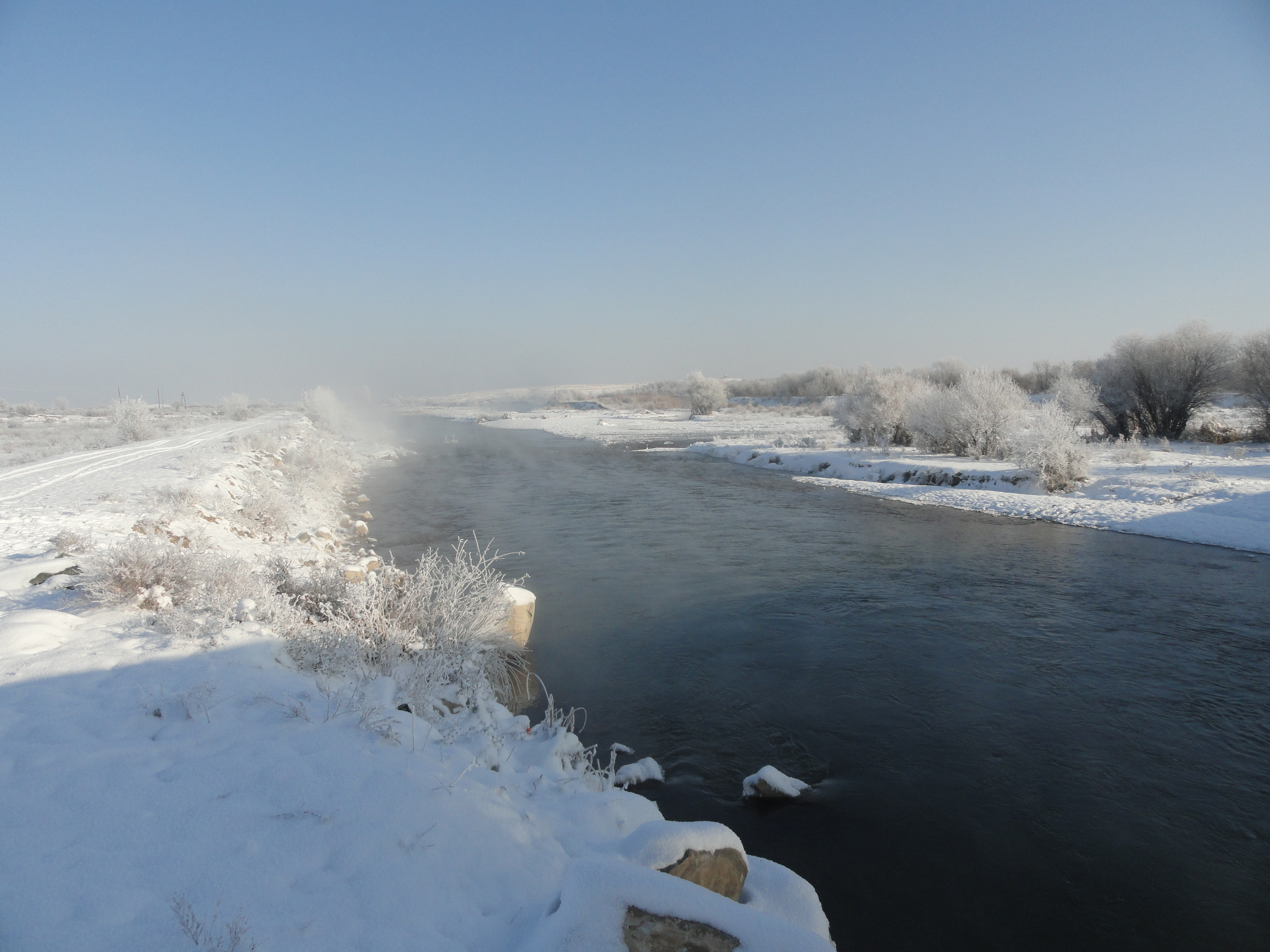
Fluss Talas bei Taras

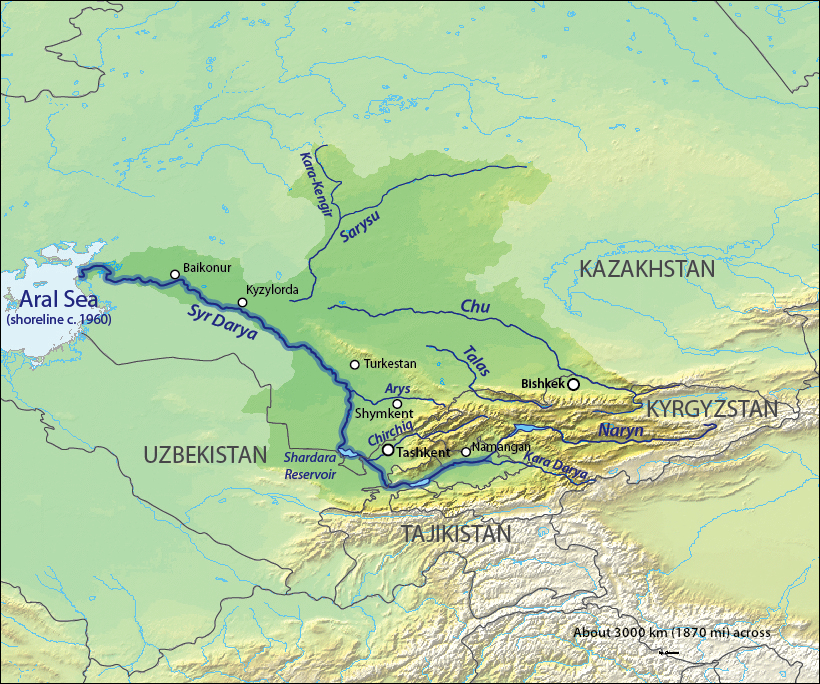
Lage des Talas

Der 661 km lange Fluss Talas (russisch und kasachisch Талас) ist ein Fluss im Norden von Kirgisistan und im Südosten von Kasachstan (Zentralasien).
Er entsteht im Oblus Talas im Kirgisischen Gebirge durch den Zusammenfluss der Flüsse Karakol und Utschkoschoi bei Tschatbasar. Im weiteren Verlauf des Flusses fließen viele kleine Flüsse und Bäche dazu. Er durchfließt das Hochgebirge vorerst in Richtung Westen, sodann die Stadt Talas und schließlich den Kirow-Stausee. Dann verlässt er das Gebirge in Richtung Nordwesten, übertritt die Grenze zu Kasachstan und erreicht dort die Stadt Taras, früher Dschambul genannt. Das Wasser des Flusses wird intensiv zur Bewässerung in der Landwirtschaft genutzt, so dass der Talas je nach geführter Wassermenge nur etwa 100 bis 200 km unterhalb Taras in der Wüste Mujunkum versiegt.
Das Einzugsgebiet des Talas umfasst etwa 52.700 km². Das Talas-Tal ist ein traditionelles Siedlungsgebiet der Kirgisistandeutschen.